# Leagram
Leagram var en civil parish från 1866 till 1935 då den blev en del av Bowland with Leagram, i grevskapet Lancashire, i England. Civil parish var belägen 23 km från Lancaster och hade 95 invånare år 1931.